# Chelonodontops
Chelonodontops là một chi cá thuộc họ Tetraodontidae.

## Các loài
- Chelonodontops alvheimi Psomadakis, Matsuura & Thein, 2018
- Chelonodontops bengalensis Psomadakis, Matsuura & Thein, 2018
- Chelonodontops laticeps Smith, 1948
- Chelonodontops patoca (Hamilton, 1822)
- Chelonodontops pleurospilus (Regan, 1919)